# Asterinidae
Famille
Les Asterinidae forment une famille d'étoiles de mer, de l'ordre des Valvatida.

## Description et caractéristiques

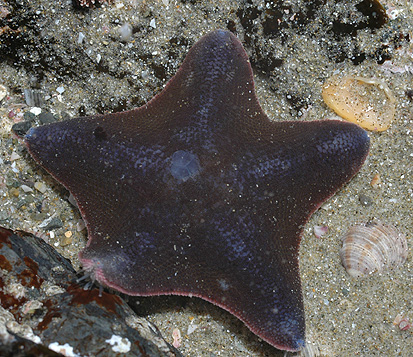
Patiriella regularis

Ce sont de petites étoiles généralement aplaties aux bras très courts, donnant parfois une forme pentagonale au corps (sauf chez les quelques espèces possédant plus de 5 bras). La périphérie du corps est fine et formée de minuscules plaques marginales indistinctes. Elles sont caractérisées par leur face aborale (supérieure) formée de plaques disposées en croissants articulés, donnant parfois une apparence « tricotée » quand elles sont petites.
Certaines espèces (celles du genre Nepanthia et assimilées) ont cependant retrouvé des bras allongés et une forme d'étoile de mer plus « classique ».
La famille abyssale des Ganeriidae a été incluse aux Asterinidae comme sous-famille en 2020.

## Biologie

### Comportement
La plupart des espèces sont petites et relativement cryptiques : elles sont souvent trouvées cachées sous des roches ou dans des anfractuosités, par exemple, leur forme très aplatie leur permettant de se glisser facilement dans des endroits inaccessibles à la plupart des prédateurs. À l'inverse, les espèces abyssales peuvent être de grosse taille, comme celles du genre Anseropoda qui peuvent dépasser 45 cm de diamètre.
La plupart des espèces se nourrissent de débris alimentaires et du feutrage algal ou bactérien qui recouvre le substrat, en dévaginant leur estomac sur leur nourriture (mode de nourrissage fréquent chez les étoiles de mer). Cependant, certaines espèces comme Stegnaster inflatus profitent de leur forme palmée pour former un « piège » en se surélevant sur la pointe des bras, et se refermant sur une proie qui aurait cru y trouver refuge.

### Reproduction
Les astérinidées ont une reproduction assez originale au sein des étoiles de mer, et très variable. De nombreuses espèces sont hermaphrodites successives ou synchrones, et parfois capables d'auto-fécondation. Les œufs sont gros et généralement benthiques : ils sont déposés sur le fond et fécondés sur place, et la larve ne passe généralement pas par un stade planctonique (ce qui augmente le succès reproducteur mais diminue la capacité de dispersion, expliquant sans doute en partie le grand nombre d'espèces et leur fort taux d'endémisme). Alors que certaines espèces se contentent de pondre les œufs dans un endroit sûr, d'autres peuvent « couver » leur ponte puis leurs juvéniles, comme Asterina panceri.
Plusieurs espèces ont aussi accès à une reproduction asexuée par fission, décuplant leur potentiel de population. Pour cette raison, certaines espèces des genres Meridiastra et Aquilonastra s'invitent parfois spontanément dans les aquariums, où elles peuvent pulluler à partir d'une unique larve importée par mégarde.

## Taxinomie
Cette famille compte environ 168 espèces, réparties en 35 genres. On en trouve dans presque toutes les mers du monde, des abysses à la surface et des pôles aux tropiques.
Liste des genres selon World Register of Marine Species (31 juil. 2010) :
- genre Ailsastra O'Loughlin & Rowe, 2005 -- 6 espèces
- genre Anseropoda Nardo, 1834 -- 16 espèces
- genre Aquilonastra O'Loughlin in O'Loughlin & Waters, 2004 -- 27 espèces
- genre Asterina Nardo, 1834 -- 13 espèces, genre-type
- genre Asterinides Verrill, 1913 -- 4 espèces
- genre Callopatiria Verrill, 1913 -- 3 espèces
- genre Cryptasterina Dartnall & al. 2003 -- 3 espèces
- genre Disasterina Perrier, 1875 -- 6 espèces
- sous-famille Ganeriinae Sladen, 1889
  - genre Aleutiaster A.H. Clark, 1939 -- 1 espèce
  - genre Cuenotaster Thiéry in Koehler, 1920 -- 1 espèce
  - genre Cycethra Bell, 1881 - 3 espèces
  - genre Ganeria Gray, 1847 - 3 espèces
  - genre Perknaster Sladen, 1889 - 7 espèces
  - genre Scotiaster Koehler, 1907 -- 1 espèce
  - genre Vemaster Bernasconi, 1965 -- 1 espèce
- sous-famille Hyalinothricinae Fisher, 1911
  - genre Hyalinothrix Fisher, 1911 -- 2 espèces
  - genre Seriaster Jangoux, 1984 -- 1 espèce
  - genre Tarachaster Fisher, 1913 -- 2 espèces
- genre Indianastra O'Loughlin in O'Loughlin & Waters, 2004 -- 2 espèces
- sous-famille Kampylasterinae Mah, 2023
  - genre Astrotholus Mah, 2023 -- 5 espèces
  - genre Kampylaster Koehler, 1920 -- 3 espèces
- genre Knightaster H.E.S. Clark, 1972 -- 1 espèce
- genre Limnasterias Setiadi, 2019 -- 2 espèces
- genre Manasterina H.L. Clark, 1938 -- 1 espèce
- genre Meridiastra O'Loughlin, 2002 -- 11 espèces
- genre Nepanthia Gray, 1840 - 5 espèces
- genre Paranepanthia Fisher, 1917 -- 4 espèces
- genre Parvulastra O'Loughlin in O'Loughlin & Waters, 2004 - 5 espèces
- genre Patiria Gray, 1840 -- 3 espèces
- genre Patiriella Verrill, 1913 -- 4 espèces
- genre Pseudasterina Aziz & Jangoux, 1985 -- 2 espèces
- genre Pseudonepanthia A.H. Clark, 1916 -- 7 espèces
- genre Pseudopatiria O'Loughlin in O'Loughlin & Waters, 2004 -- 1 espèce
- genre Stegnaster Sladen, 1889 -- 2 espèces
- genre Tegulaster Livingstone, 1933 -- 4 espèces
- genre Tremaster Verrill, 1880 -- 1 espèce

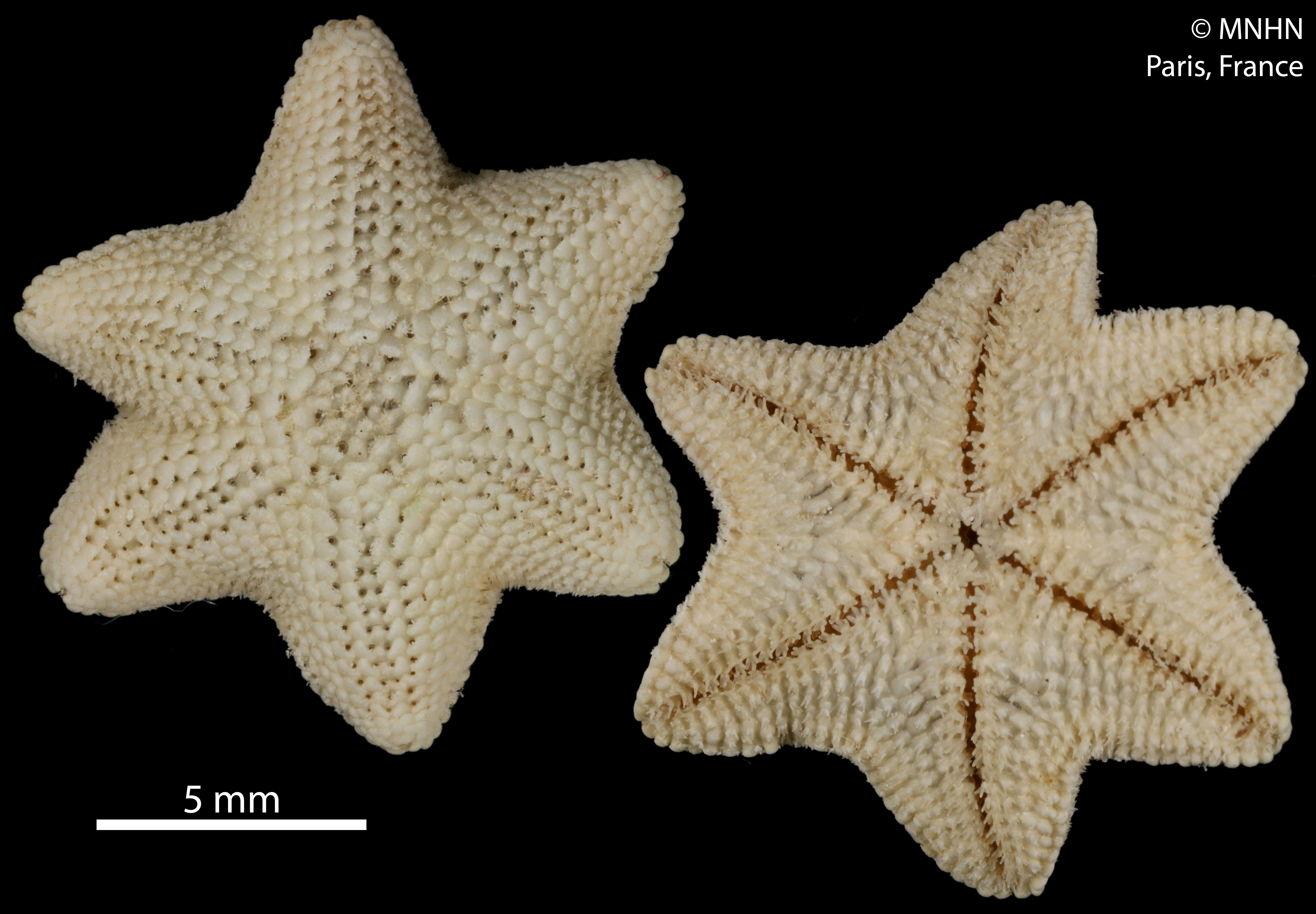
Ailsastra eleaumei (MNHN)
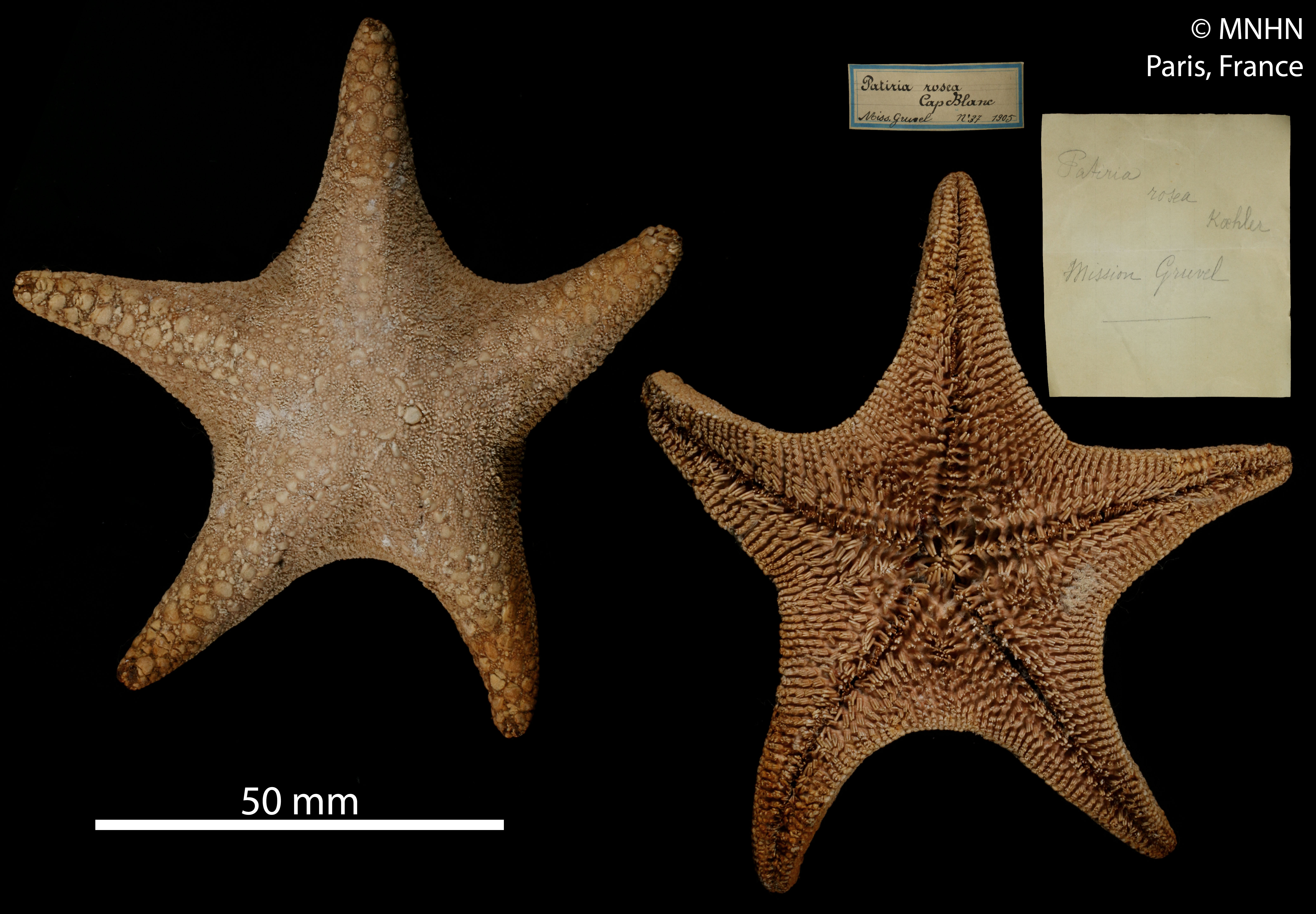
Allopatiria ocellifera (MNHN)
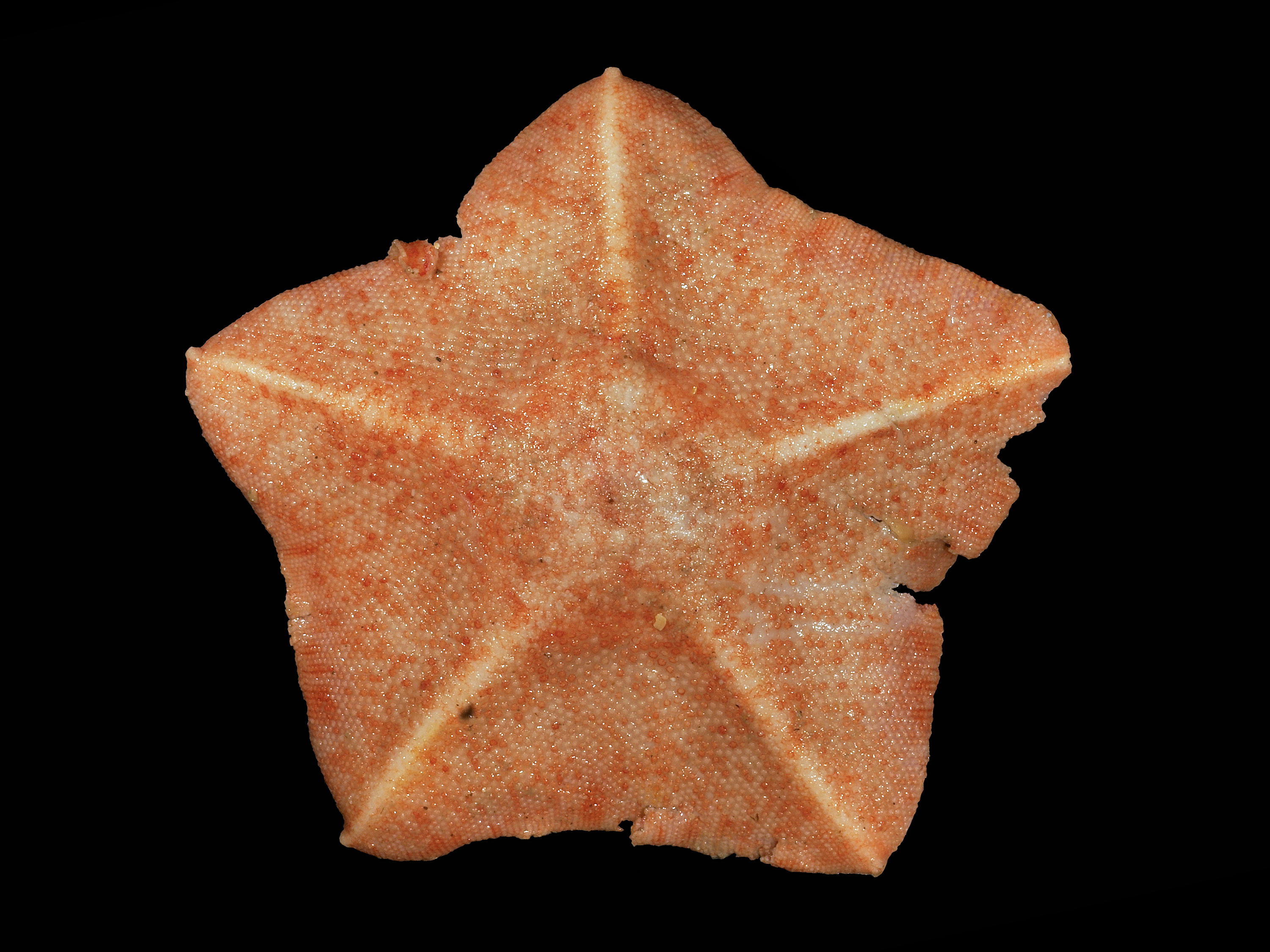
Anseropoda placenta
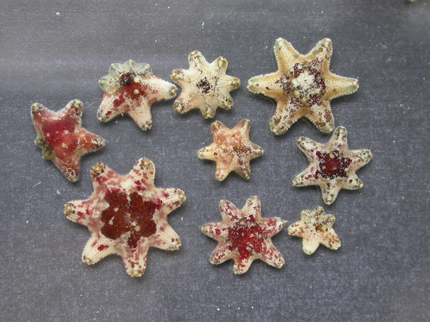
Aquilonastra conandae
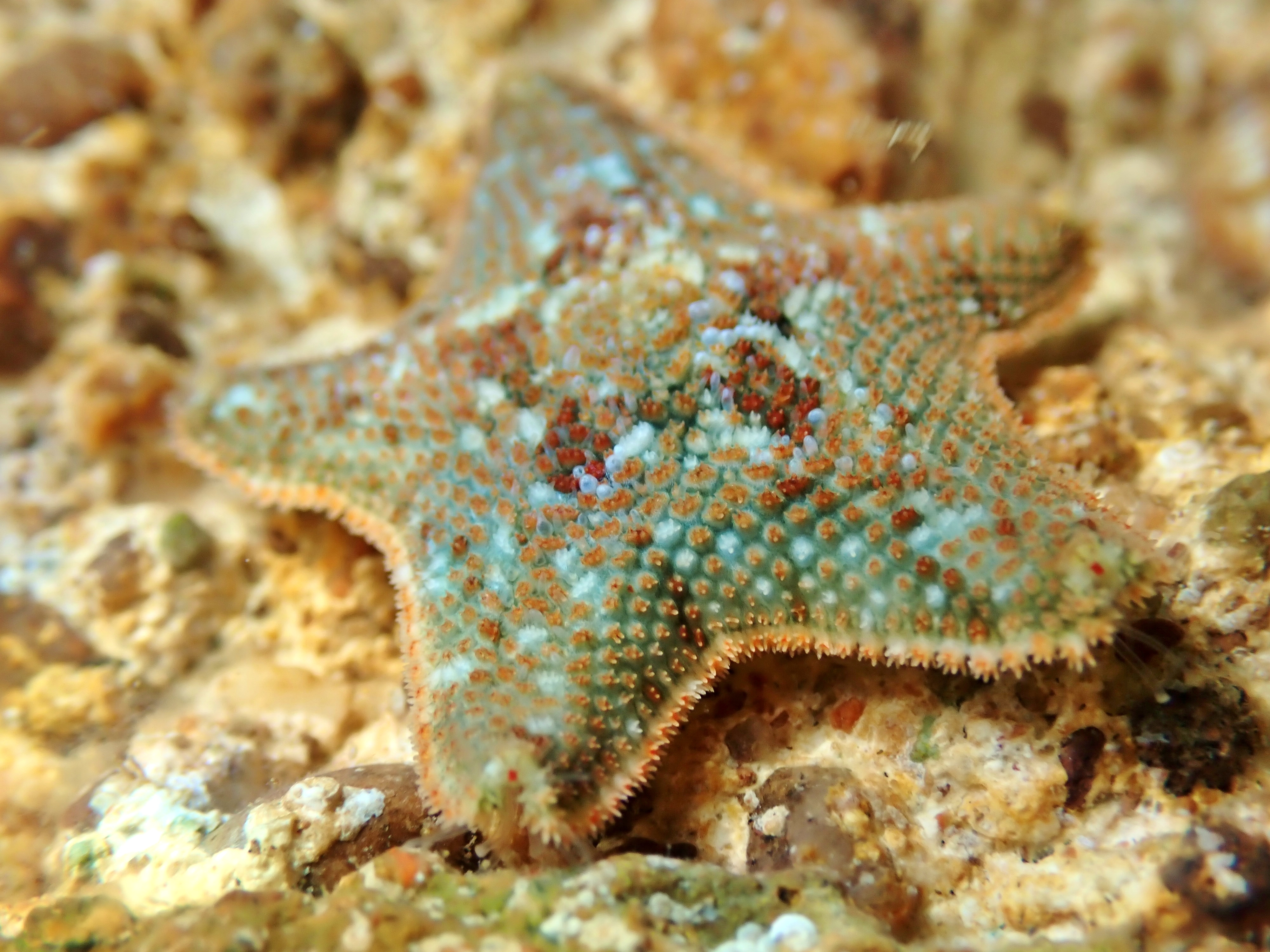
Asterina gibbosa
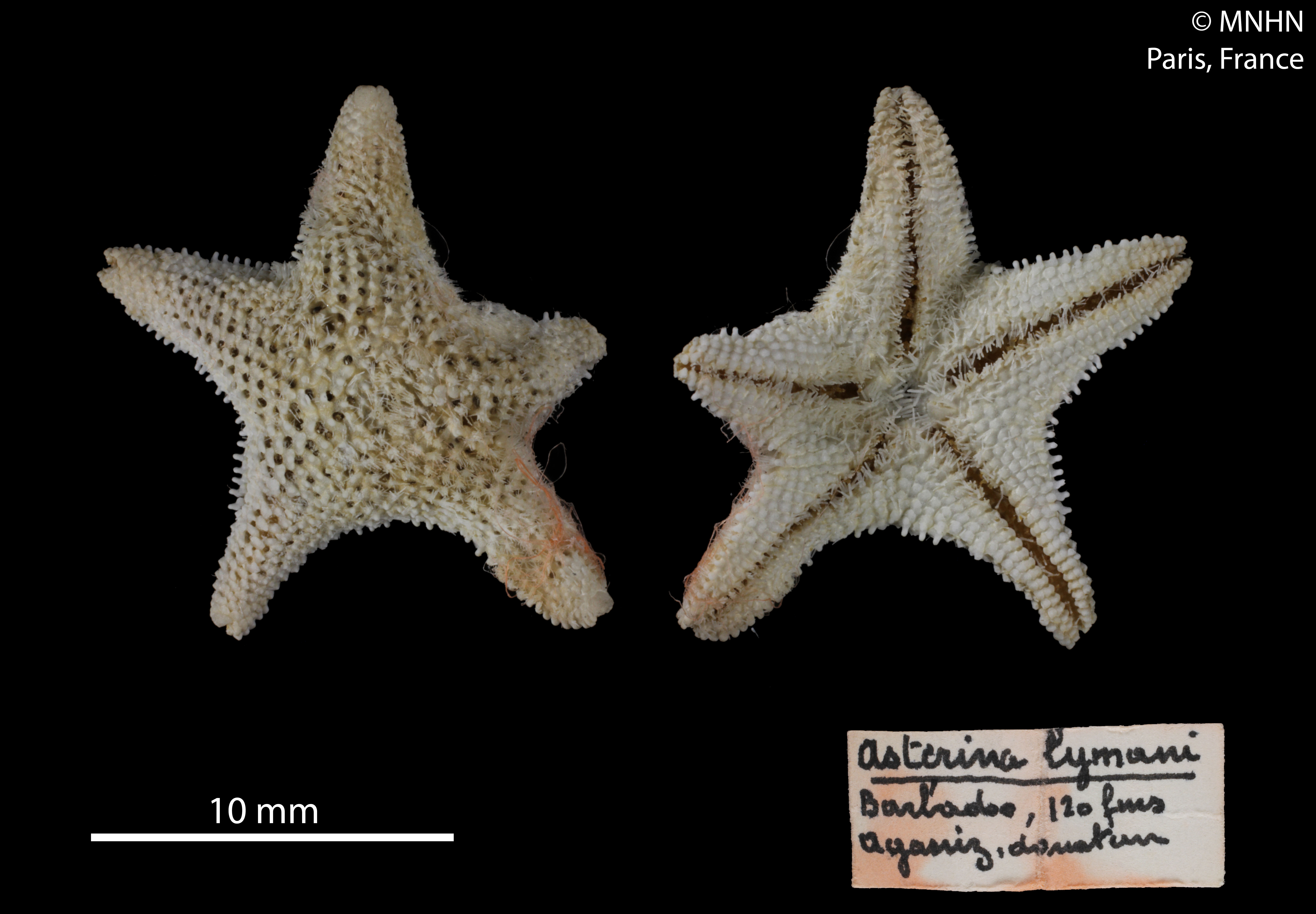
Asterinides pilosa (MNHN)
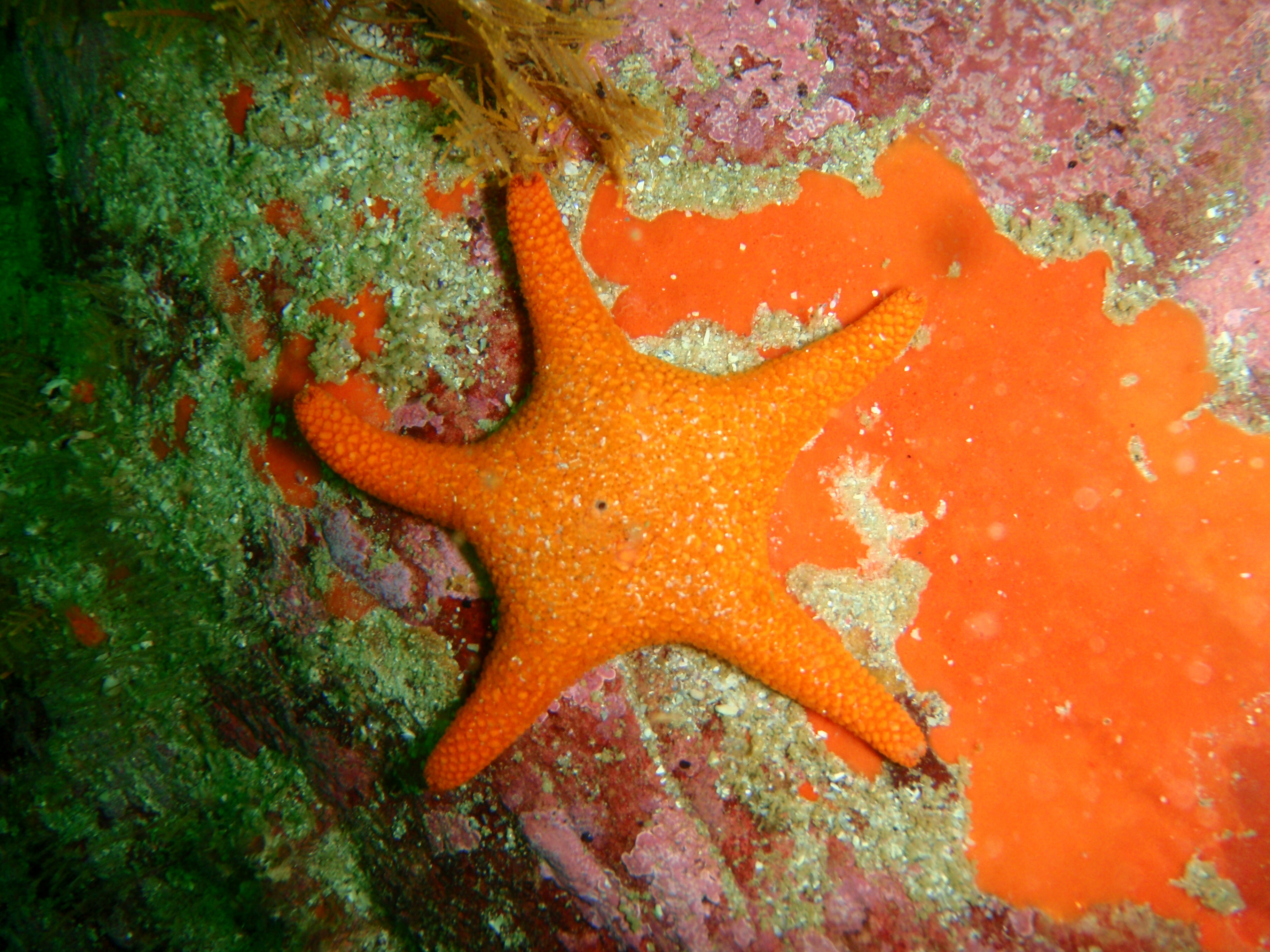
Callopatiria granifera
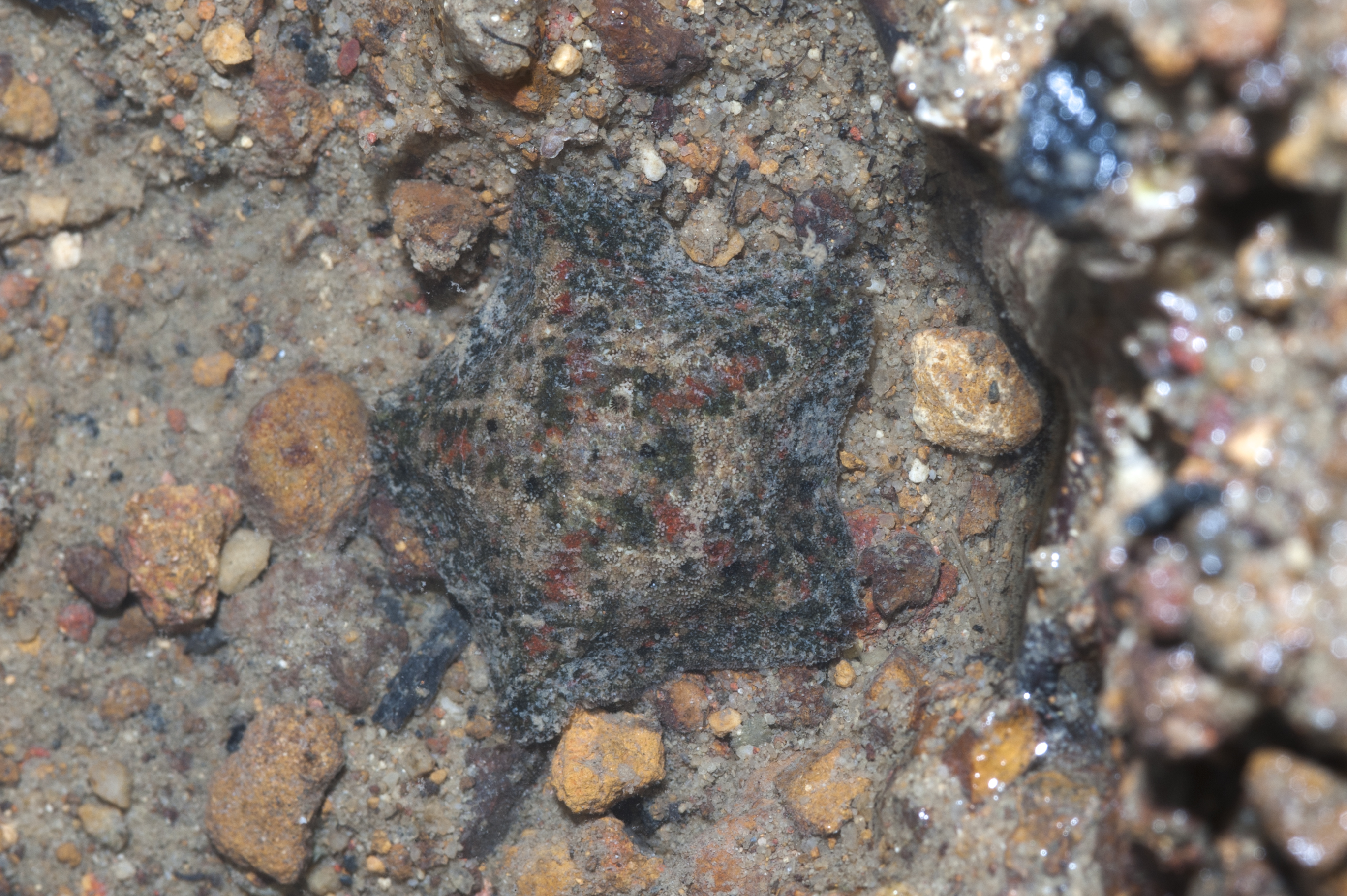
Cryptasterina sp.
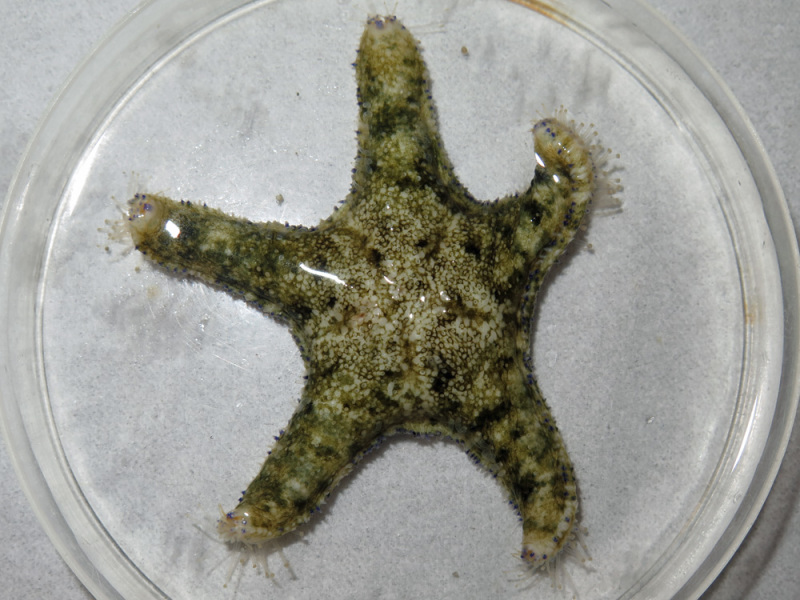
Disasterina abnormalis
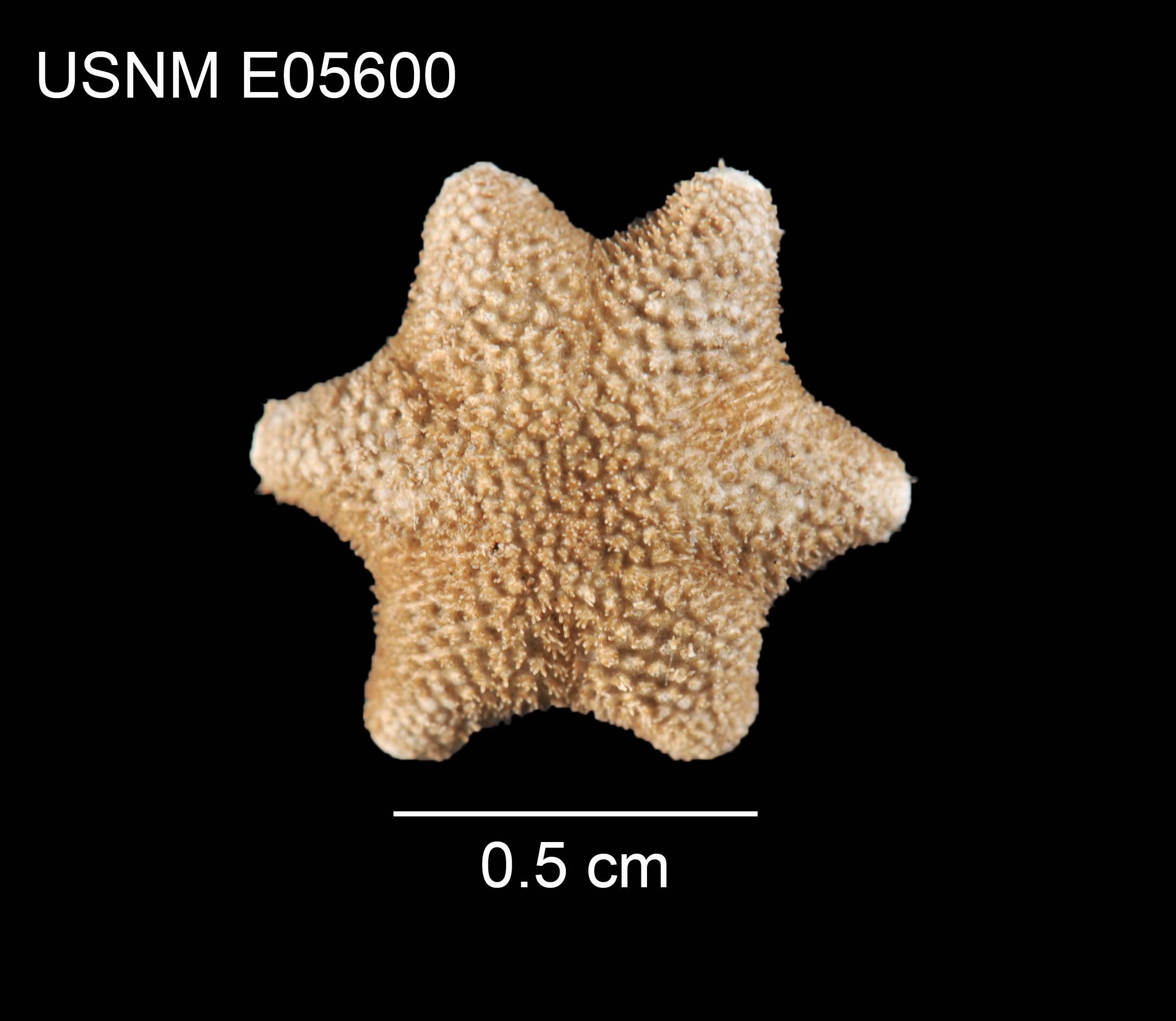
Aleutiaster schefferi
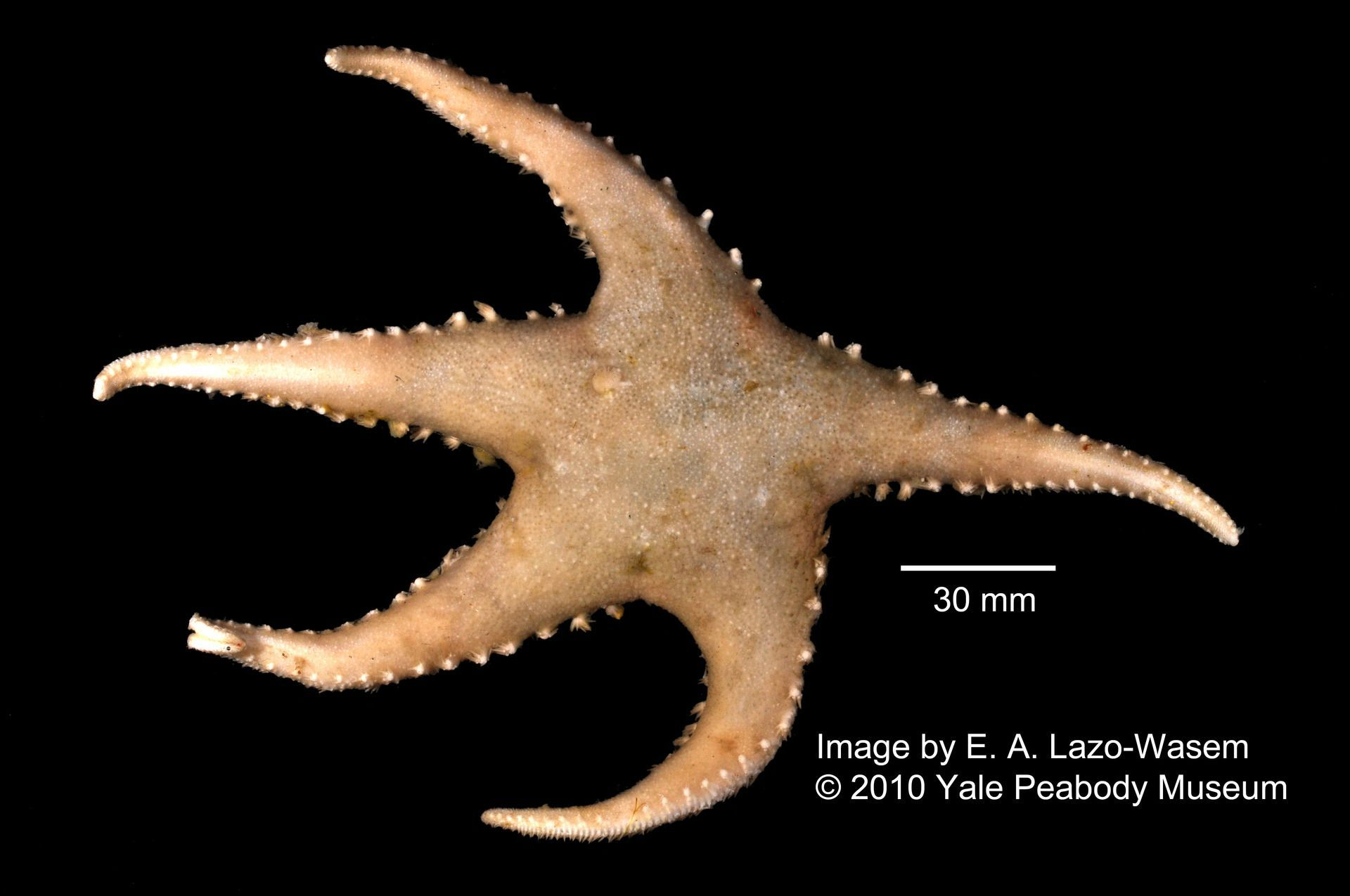
Cuenotaster involutus
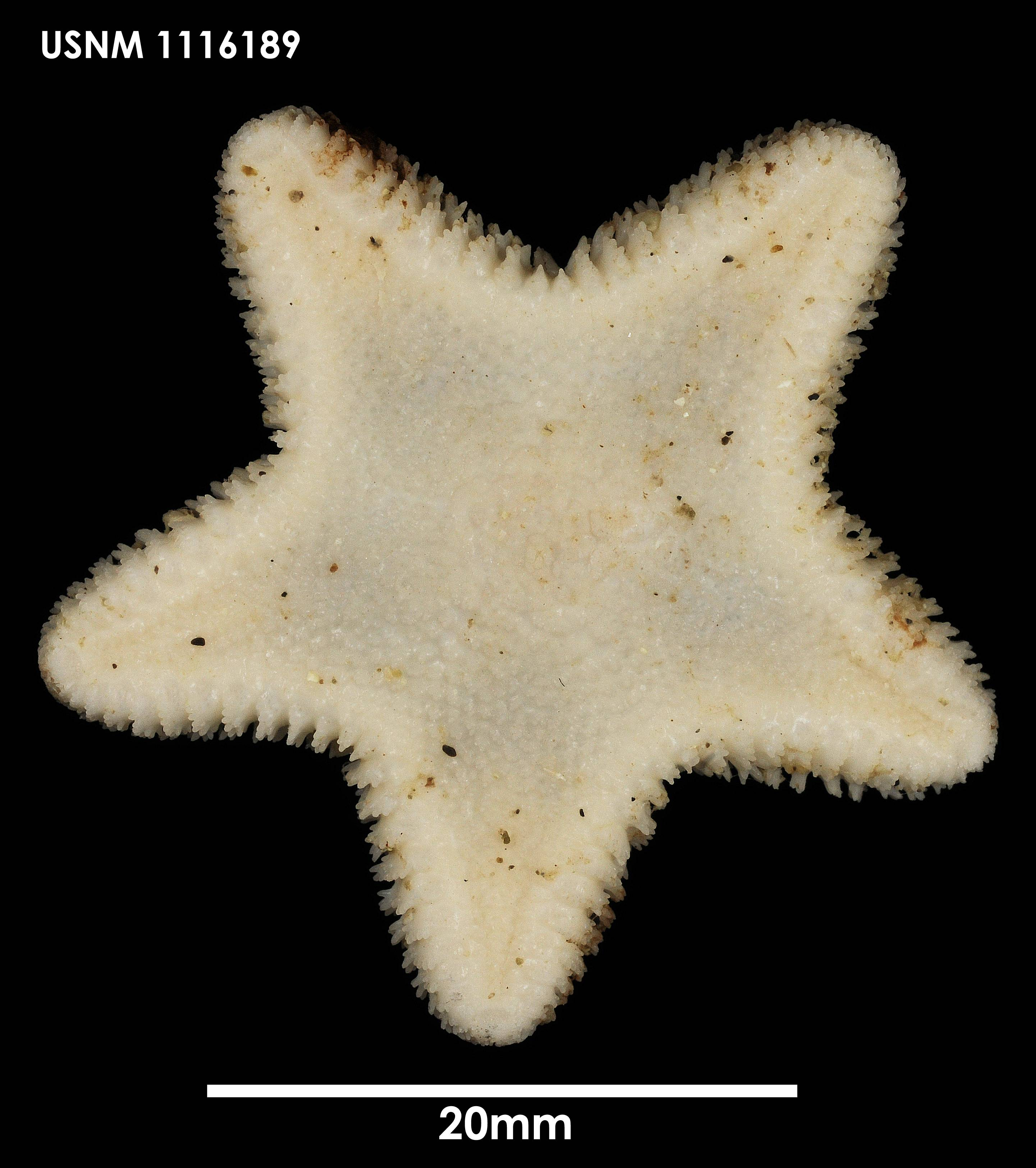
Cycethra verrucosa
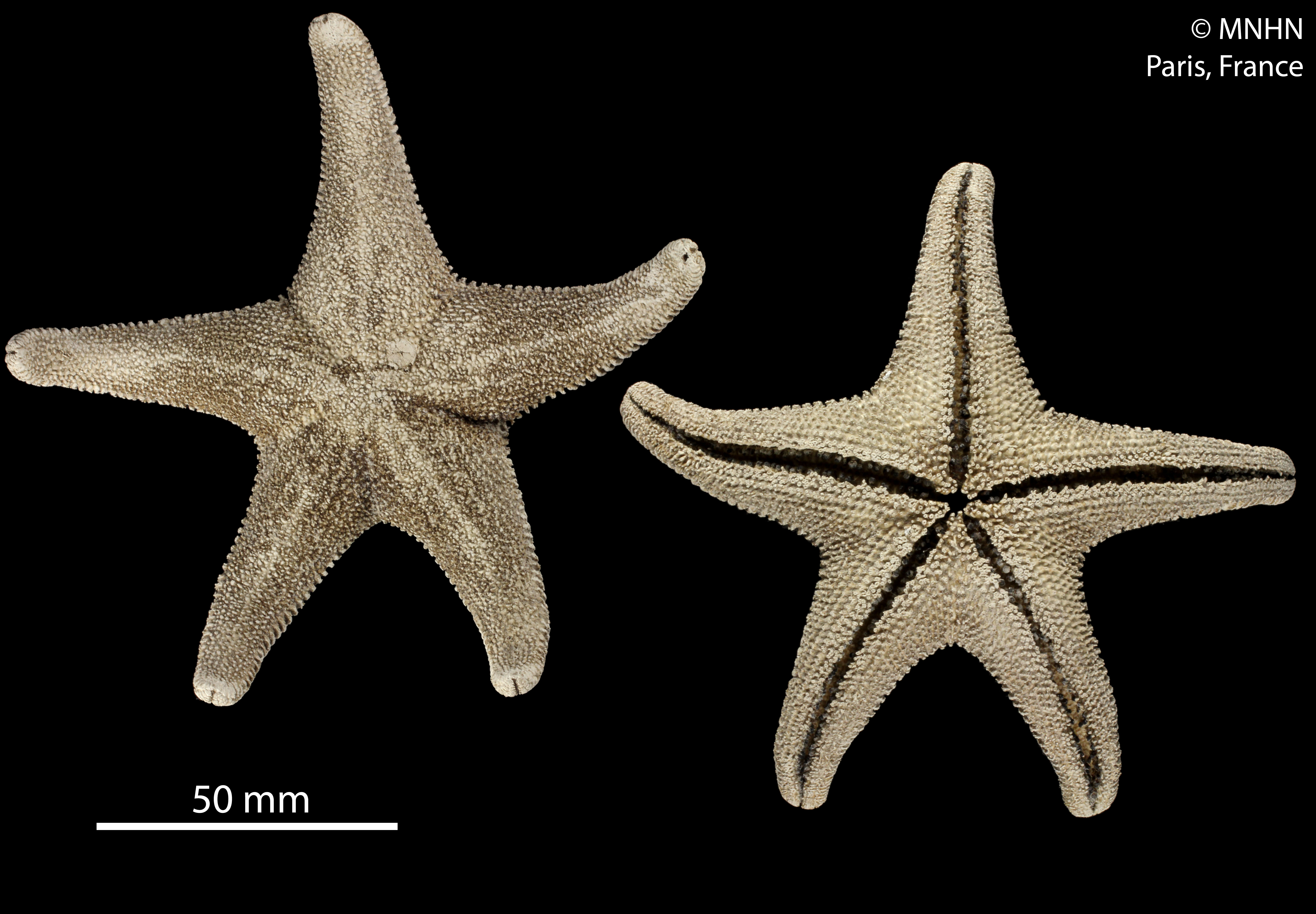
Ganeria falklandica
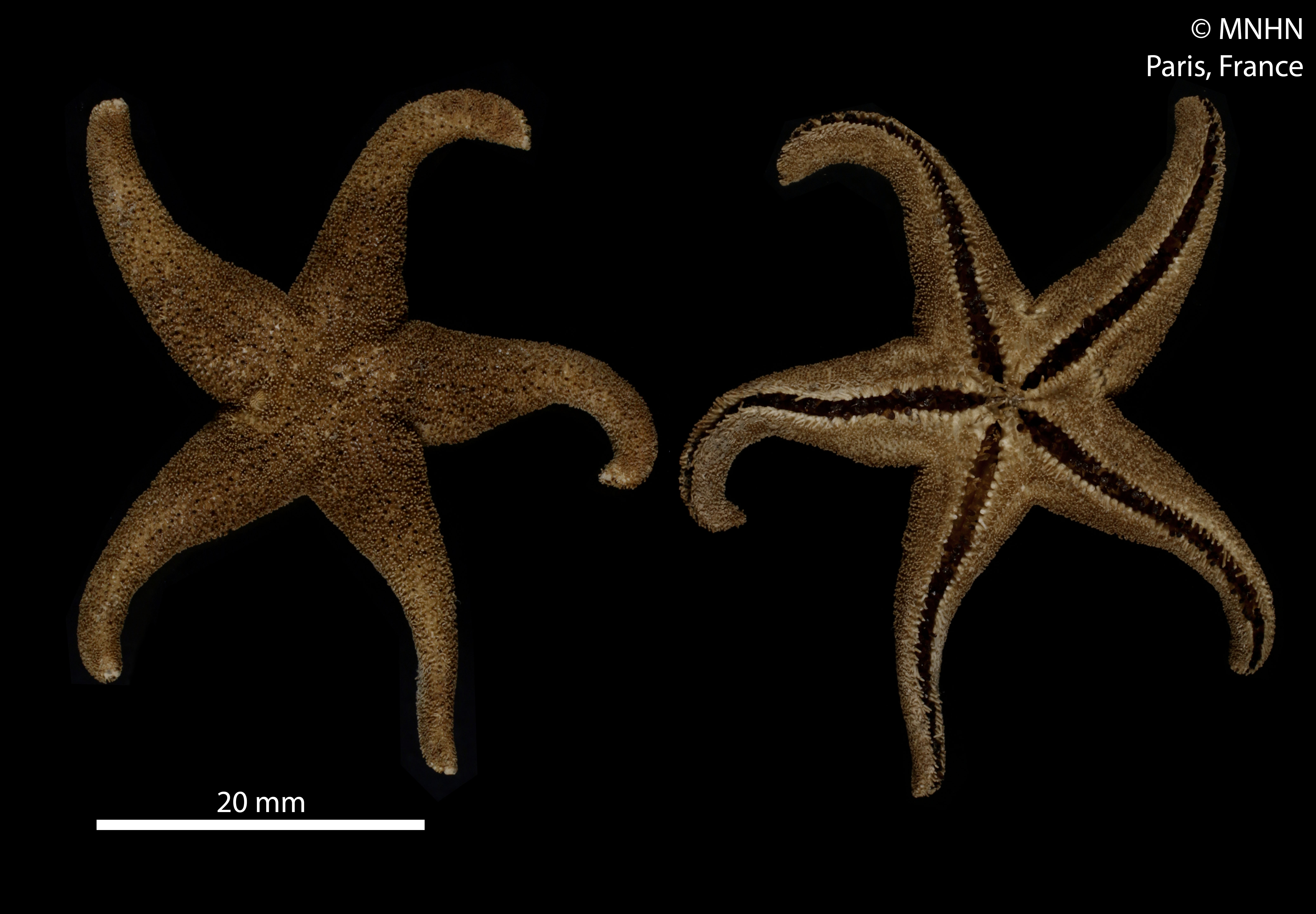
Perknaster aurantiacus
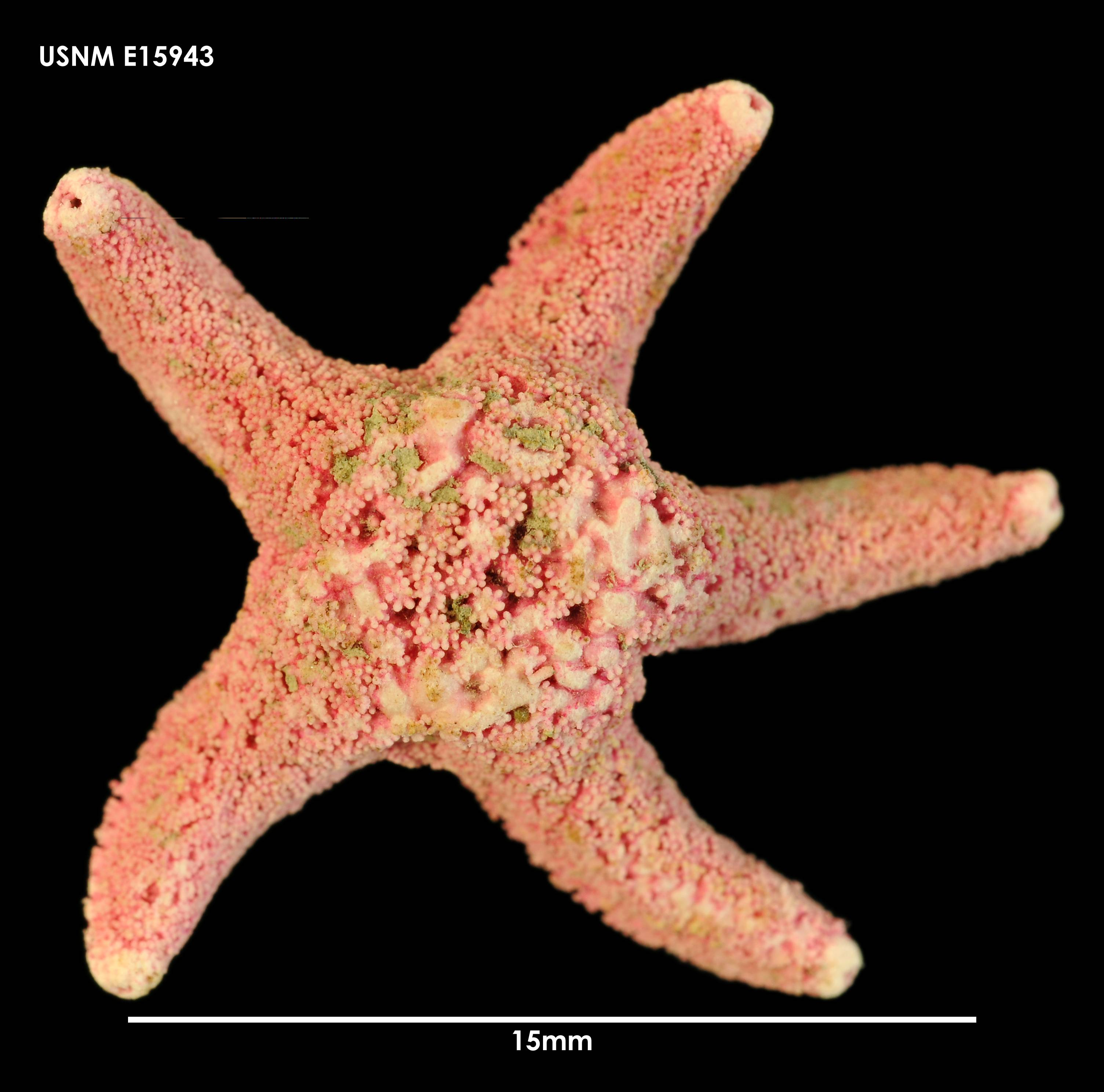
Vemaster sudatlanticus
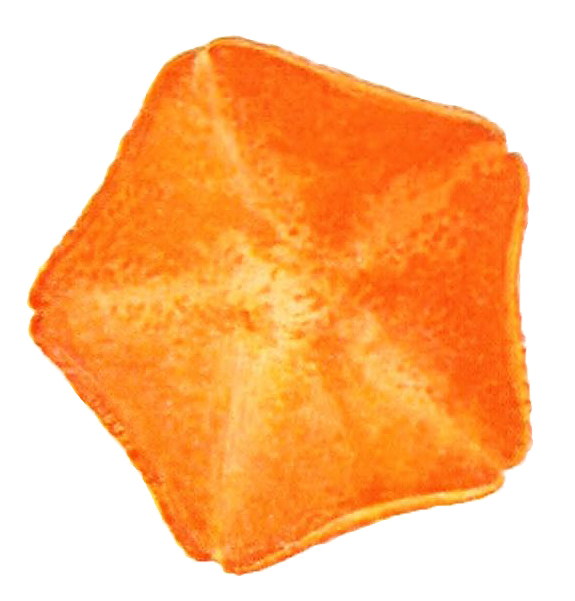
Indianastra sarasini
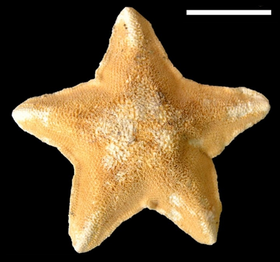
Astrotholus antarcticus
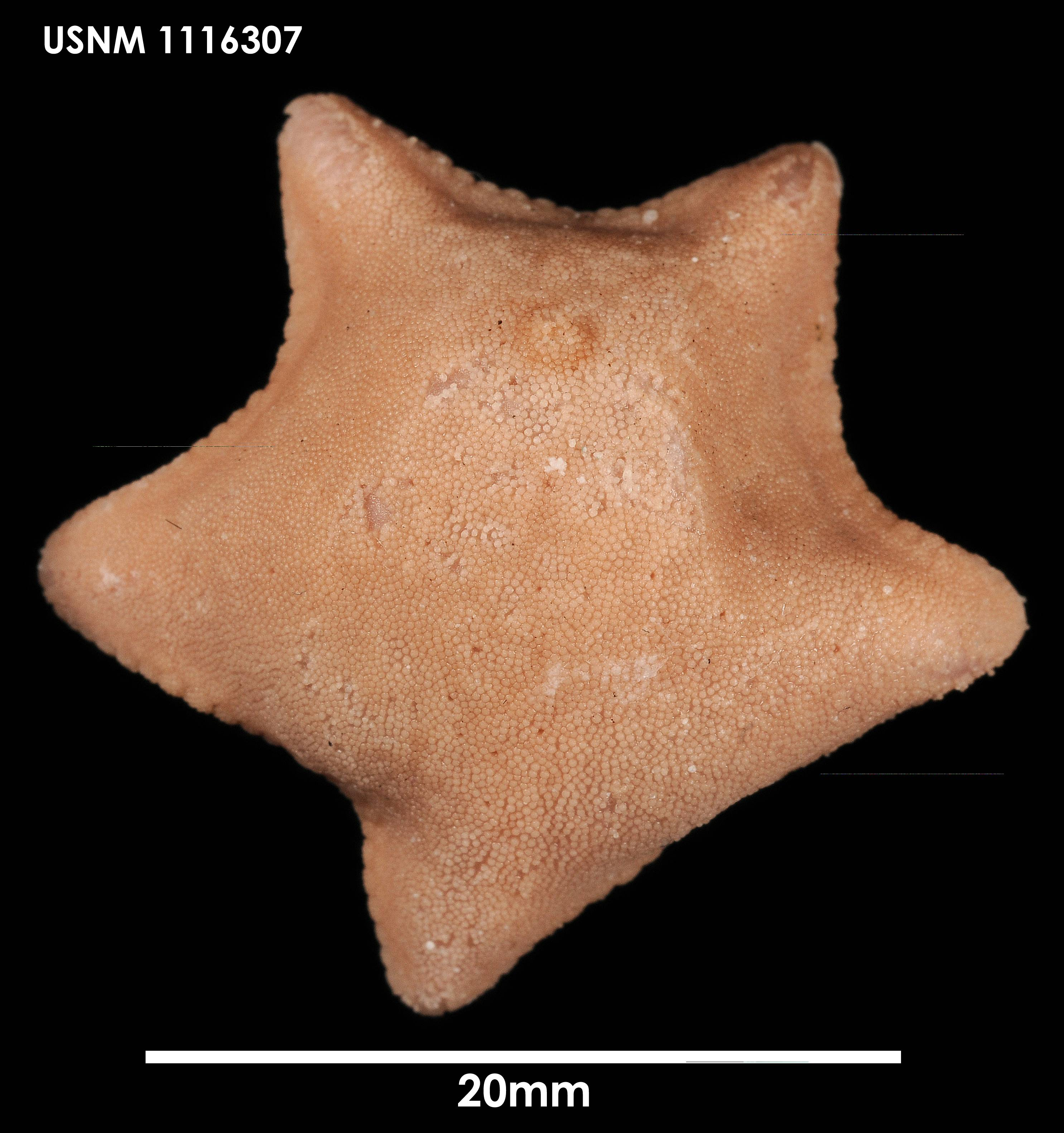
Kampylaster incurvatus
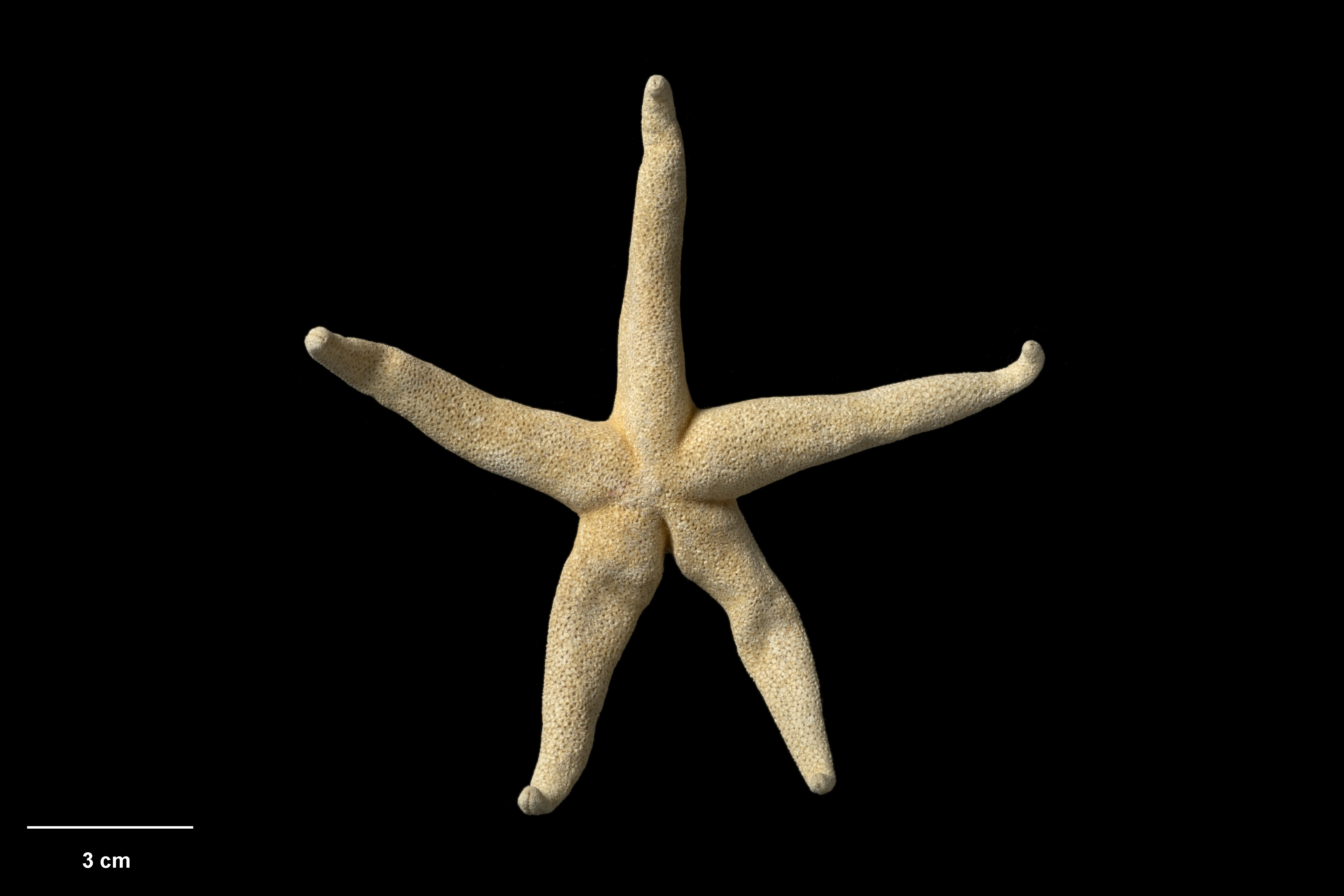
Knightaster bakeri
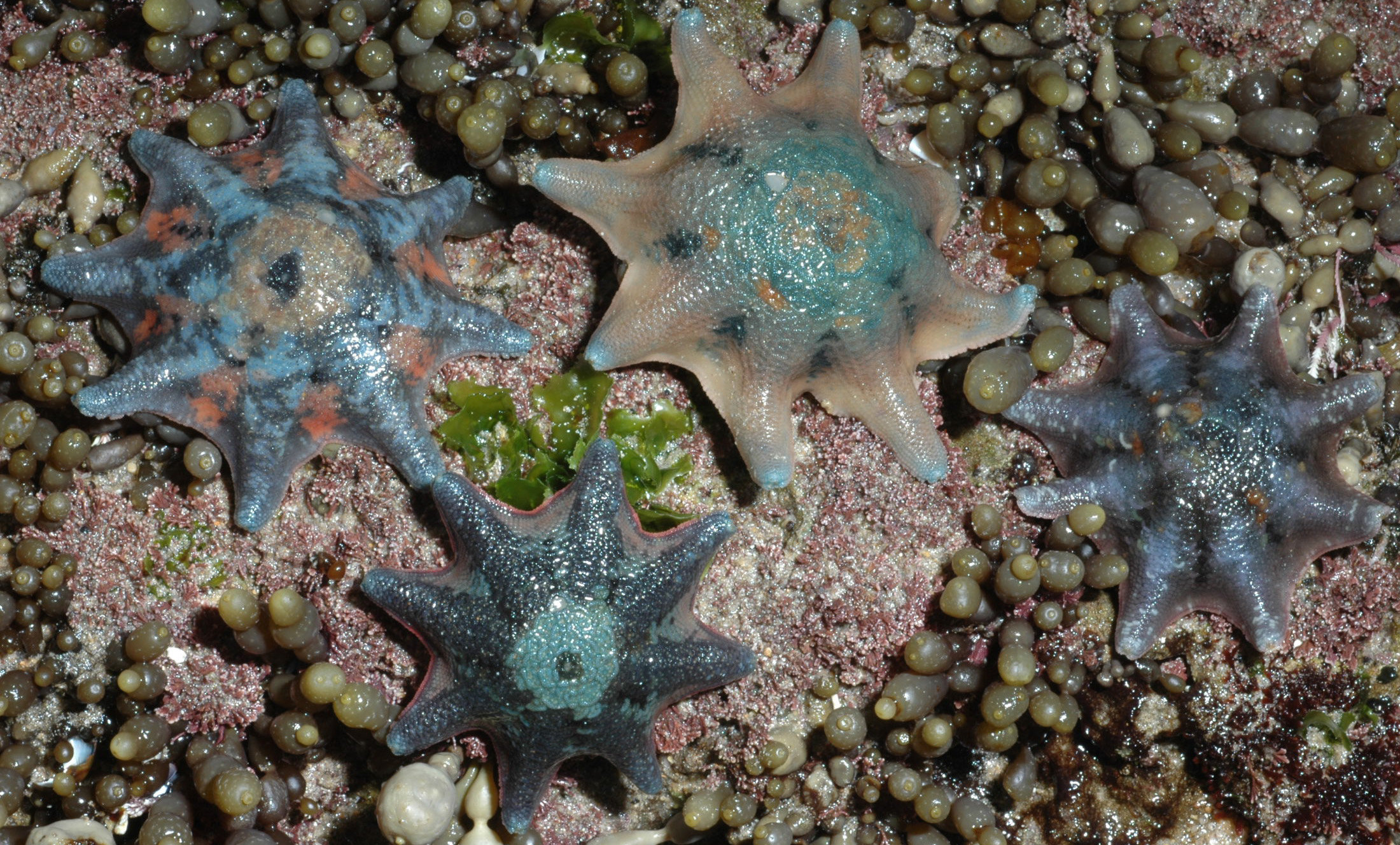
Meridiastra calcar
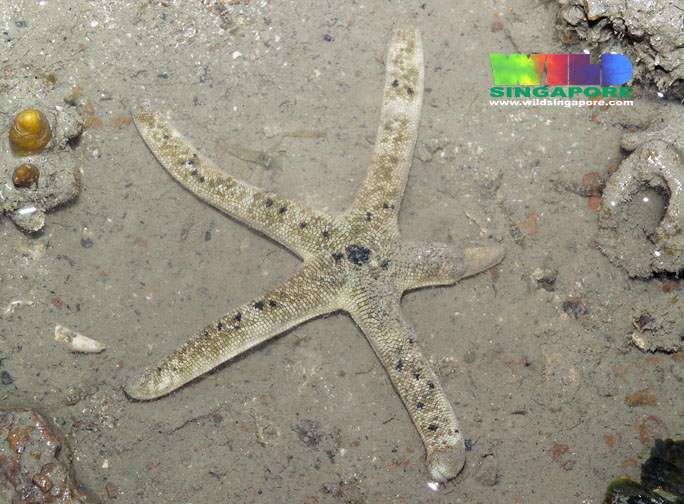
Nepanthia maculata
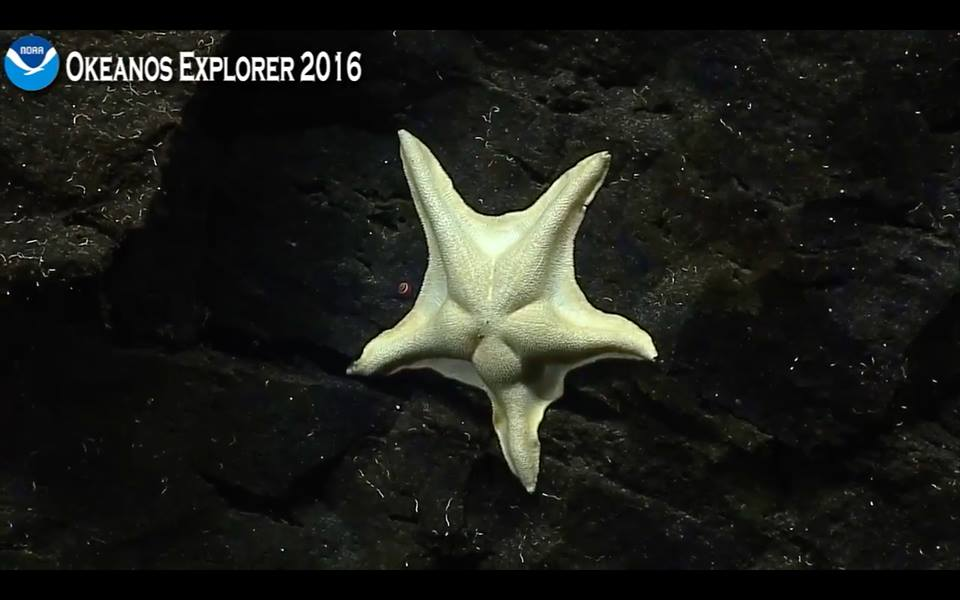
Paranepanthia sp.
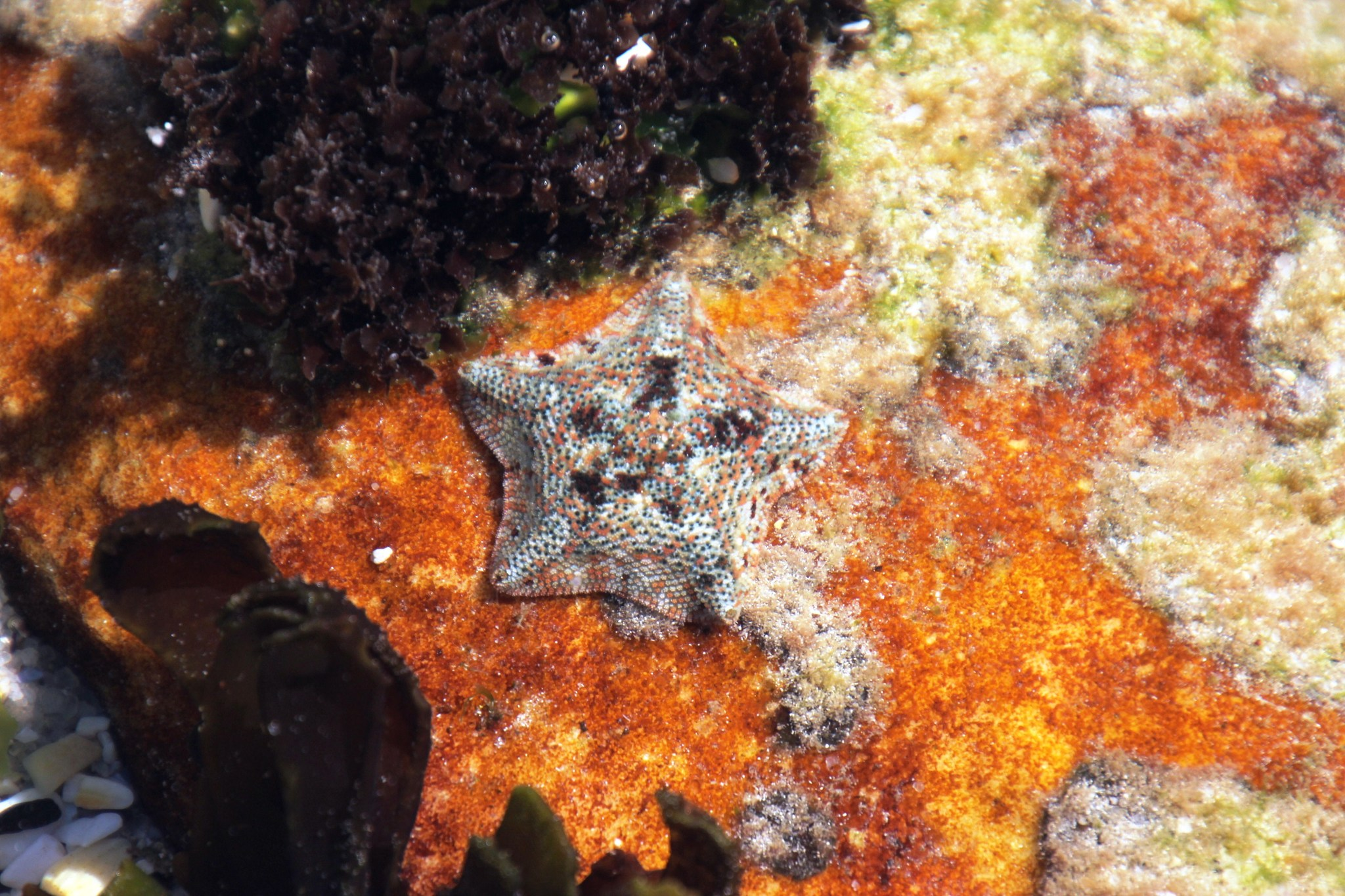
Parvulastra exigua
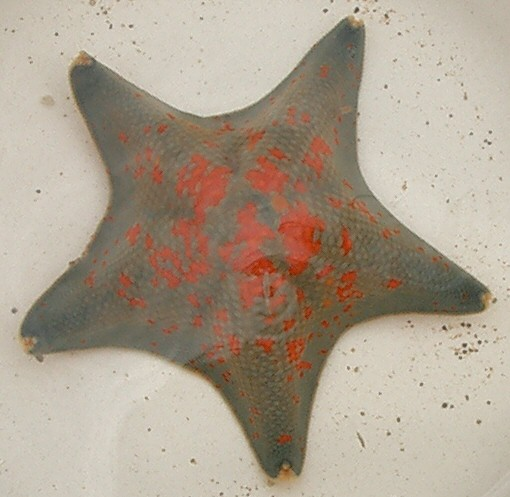
Patiria pectinifera
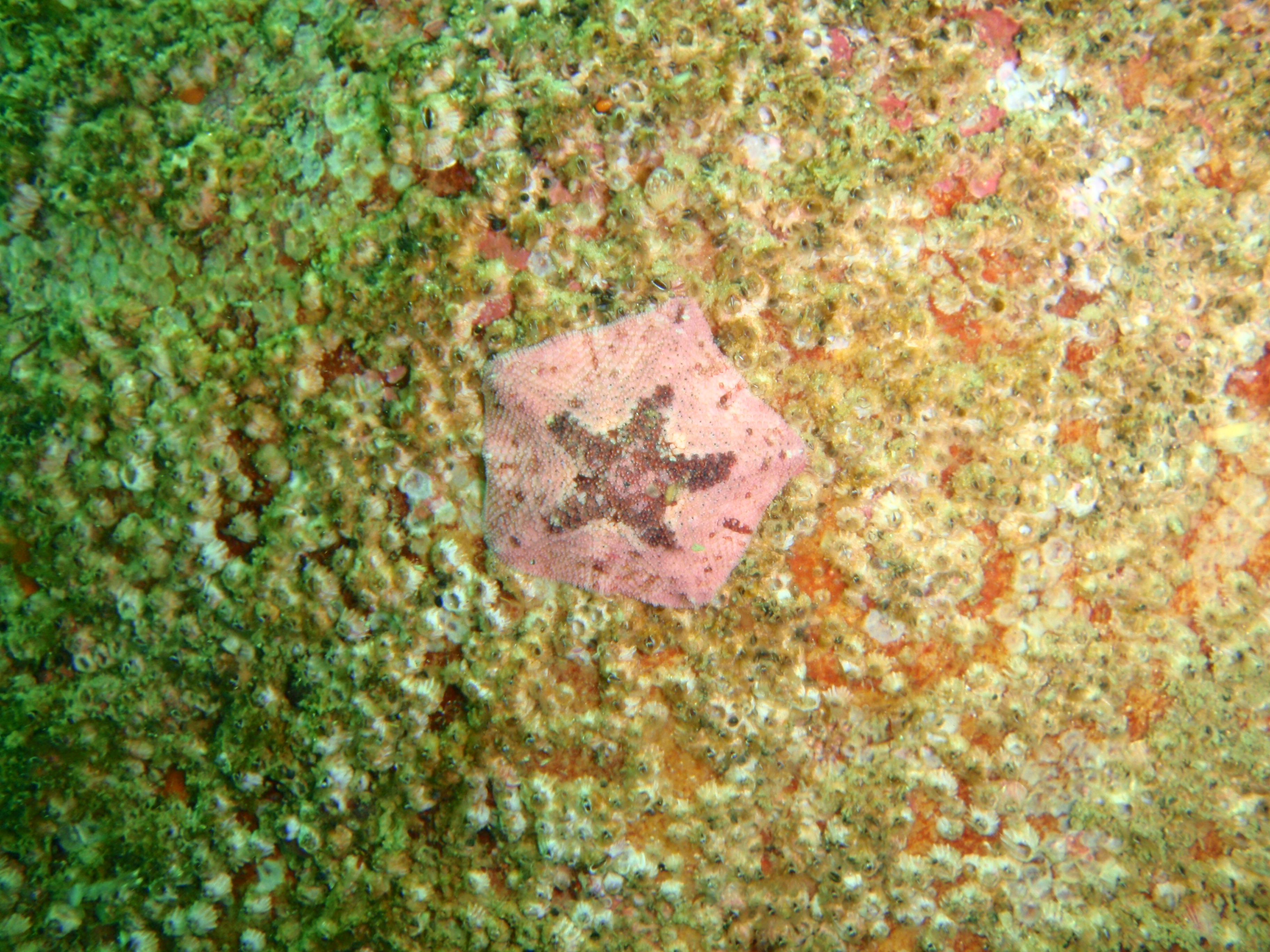
Patiriella dyscrita
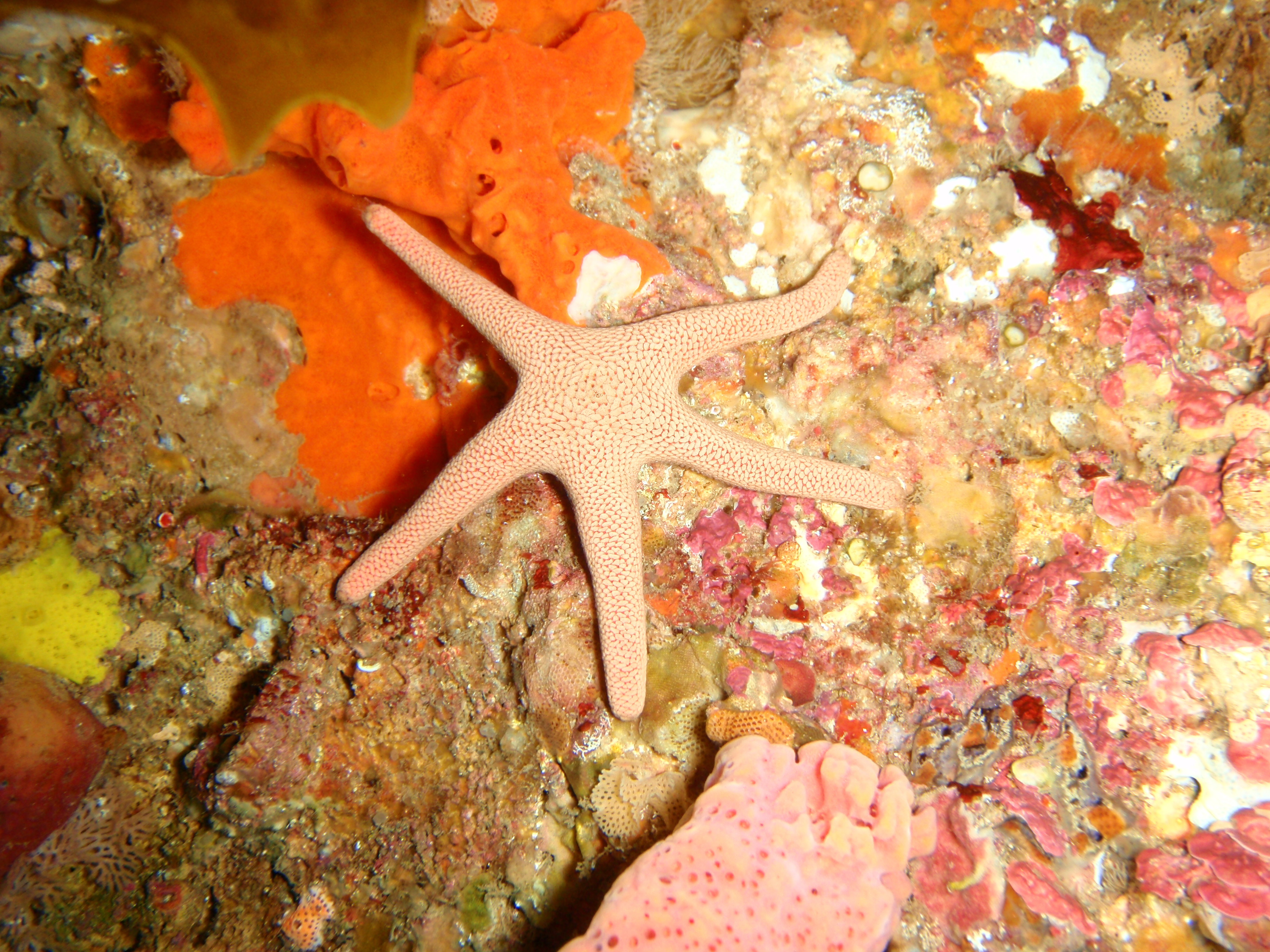
Pseudonepanthia troughtoni
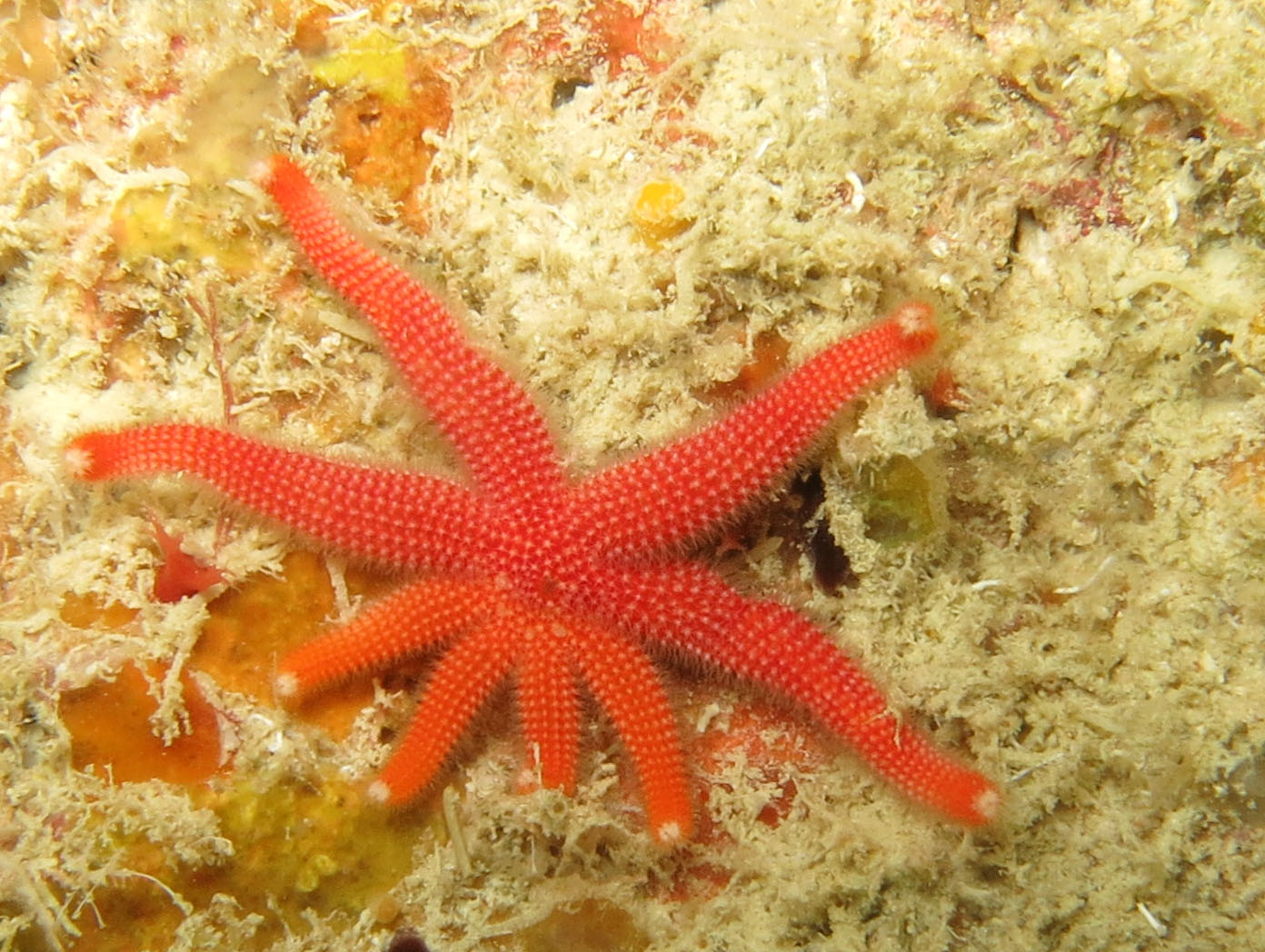
Seriaster regularis
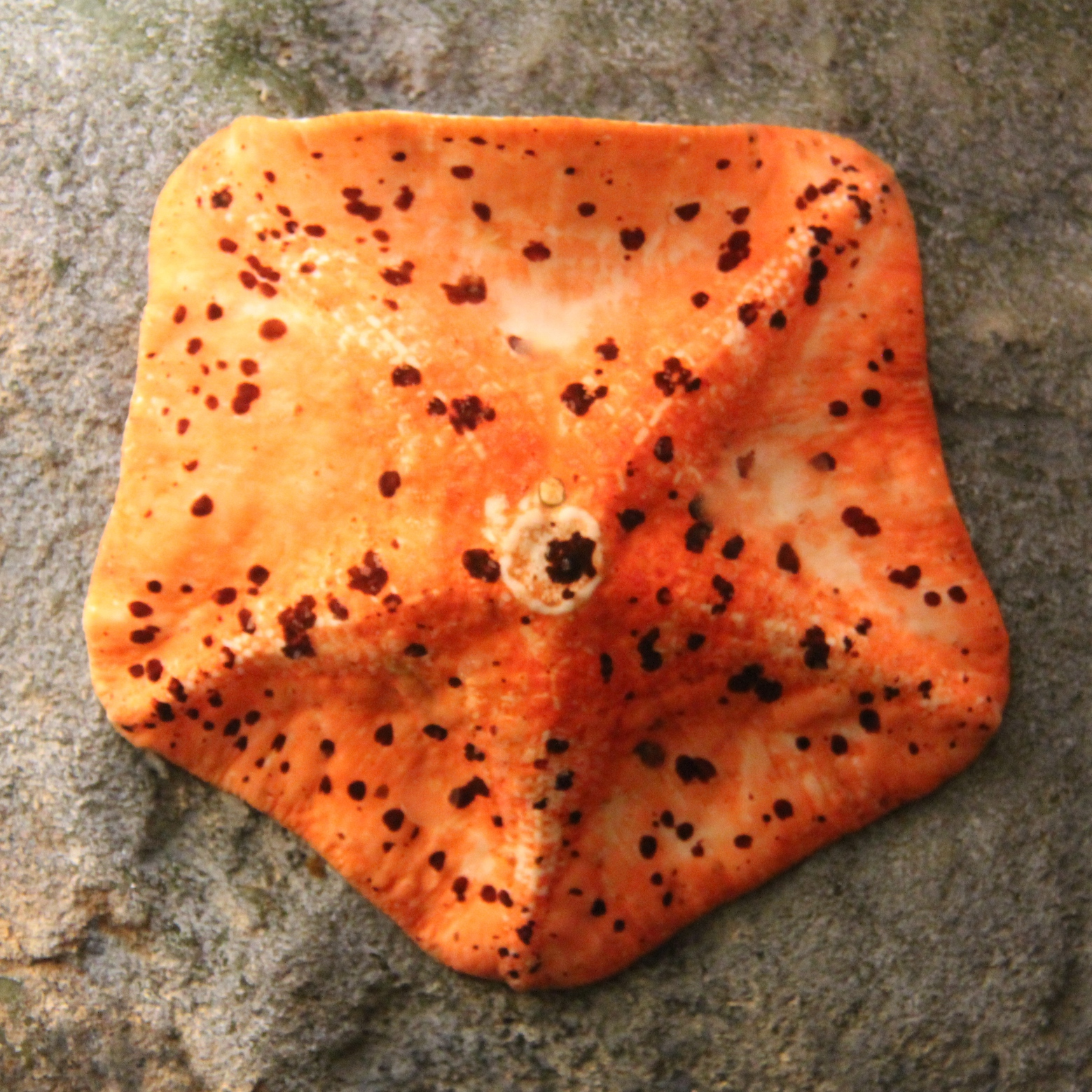
Stegnaster inflatus
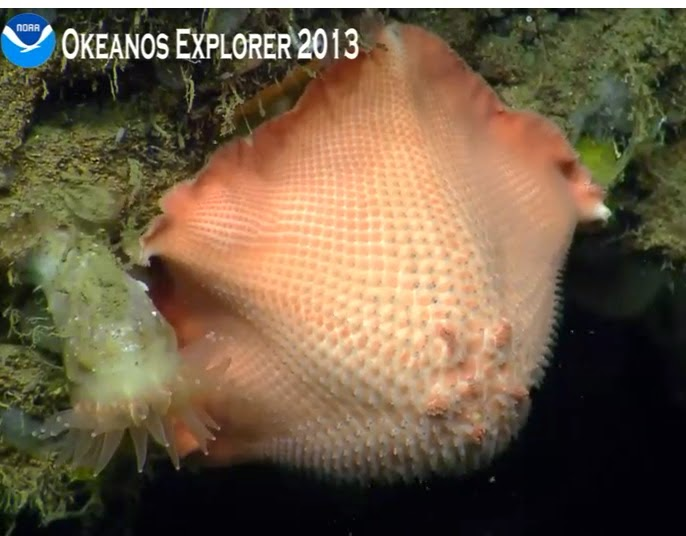
Tremaster mirabilis

## Référence taxonomique
- (en) WoRMS : Asterinidae Gray, 1840 (+ liste genres + liste espèces)
- (en) Paleobiology Database : Asterinidae Gray 1840
- (fr + en) ITIS : Asterinidae Gray, 1840
- (en) Animal Diversity Web : Asterinidae
- (en) Catalogue of Life : Asterinidae Gray, 1840 (consulté le 7 avril 2023)
- (en) NCBI : Asterinidae (taxons inclus)